# Niviventer fraternus
Niviventer fraternus (Robinson & Kloss, 1916) è un roditore della famiglia dei Muridi endemico dell'Isola di Sumatra.

## Descrizione

### Dimensioni
Roditore di piccole dimensioni, con la lunghezza della testa e del corpo di 162 mm, la lunghezza della coda di 231 mm, la lunghezza del piede di 32,5 mm.

### Aspetto
La pelliccia è cosparsa di lunghi peli spinosi neri, le parti dorsali sono giallo-brunastre scure, mentre le parti ventrali sono biancastre con una macchia fulvo-giallastra sul petto. Il dorso delle zampe è biancastro. La coda è molto più lunga della testa e del corpo ed è scura sopra e più chiara sotto.

## Distribuzione e habitat
Questa specie è endemica delle zone montagnose della parte occidentale dell'Isola di Sumatra.
Vive nelle foreste primarie tra i 1.250 e 3.500 metri di altitudine.

## Conservazione
La IUCN Red List, considerata la popolazione numerosa ad altitudini elevate, al di fuori di qualsiasi interferenza umana, classifica N.fraternus come specie a rischio minimo (Least Concern).